# Yōko Takahashi
Yōko Takahashi (高橋 洋子 Takahashi Youko) es una cantante japonesa. Nació el 28 de agosto de 1966 en Tokio. Uno de sus trabajos más notables fue la interpretación del opening de la serie Neon Genesis Evangelion.

## Discografía

### Álbumes
1.ピチカート (1992)

2.9月の卒業 (1993)

3.私をみつけて (1994)

4.BEST PIECES (1996)

5.Living with joy (1996)

6.〜refrain〜 The songs were inspired by "EVANGELION" (1997)

7.Li-La (1997)

8.BEST PIECES II (1999)

9.HARMONIUM (1999)

10.あうん (2001)

11.スーパー・バリュー 高橋洋子 (2001)

12.L'ange de métamorphose (2003)

13.GOLDEN☆BEST 高橋洋子 (2004)

14.それは時にあなたを励まし、時に支えとなるもの (2005)

15.高橋洋子 ベスト10 (2007)

16.エッセンシャル・ベスト 高橋洋子 (2007)

17.高橋洋子 ベストセレクション (2010)

18.20th century Boys & Girls 〜20世紀少年少女〜 (2010)

19.ゴールデン☆ベスト 高橋洋子 [スペシャル・プライス] (2012)

20.宇宙の唄 (2013)

21.Li-La+3 (2013)

22.20th century Boys & Girls II 〜20世紀少年少女2〜 (2015)

23.恋に寒さを忘れ (2015)

24.YOKO SINGS FOREVER (2017)

### Singles
1.フレンズ (1991)

2.おかえり (1991)

3.P.S. I miss you (1991)

4.静寂 (SI・JI・MA) (1992)

5.もう一度逢いたくて (1992)

6.Woman's Love (1992)

7.ブルーの翼 (1993)

8.恋だ!パニック (1993)

9.思い出より遠く (1994)

10.$1,000,000の恋 (1994)

11.あの頃に待ち合わせよう (1994)

12.ムーンライト・エピキュリアン(1994)

13.残酷な天使のテーゼ (1995)

14.FLY ME TO THE MOON (1995)

15.残酷な天使のテーゼ / FLY ME TO THE MOON (1995)

16.めぐり逢い (1996)

17.新しいシャツ (1996)

18.魂のルフラン (1997)

※.(The title is unknown) (1998, It has not been released.)

19.We're the One (1999)

20.心の翼 (2002)

21.残酷な天使のテーゼ / FLY ME TO THE MOON (2003)

22.metamorphose / 夏色のカケラ (2004)

23.WING (2005)

24.夜明け生まれ来る少女 (2005)

25.魂のルフラン / THANATOS -IF I CAN'T BE YOURS- (2006)

26.蒼き炎(フランム) (2006)

27.聖なる痛みを抱いて (2008)

28傷だらけの夢 (2008)

29.残酷な天使のテーゼ 2009 VERSION (2009)

30.慟哭へのモノローグ (2010)

31.Wing Wanderer (2012)

32.暫し空に祈りて (2013)

33.真実の黙示録 (2015)

34.Welcome to the stage! (2017)

## Participaciones en Anime

### Neon Genesis Evangelion
- Neon Genesis Evangelion: Zankoku na Tenshi no These (opening)
- Evangelion: Death and Rebirth: Tamashii No Rufuran (ending)

### Otras Participaciones
- Aa! Megami-sama: Wing (2.º ending)
- Aquarian Age Saga II ~ Don't forget me... ~: Change My Heart (opening)
- Cross Ange: Tenshi to Ryū no Rinbu: Shinjitsu no Mokushiroku (2.º opening)
- Kono Minikuku mo Utsukushii Sekai: Metamorphose (opening)
- Pumpkin Scissors: Aoki Flamme (opening)
- Shakugan no Shana: Yoake Umare Kuru Shoujo (1er ending)